# 奧地利同性婚姻

虹色奧地利地圖

自2019年1月1日起，同性婚姻在奥地利合法化。

## 民事伴侣关系
2009年11月17日，奧地利政府宣布就承認同性民事伴侶關係的法律草案達成一致意見。12月10日等同國會下議院的奧地利國民議會(德文：Nationalrat)以110票贊成、64票反對通過同性民事伴侶關係法案，而同月18日等同國會上議院的奧地利聯邦議會(德文：Bundesrat)也以44票贊成、8票反對通過此法案。2010年1月1日，承認同性民事伴侶關係的法律正式生效 。

## 奧地利憲法法院對同性婚姻的的裁決及後續政府態度
雖然奧地利自2010年起承認同性民事伴侶關係，但一直未允許同性伴侶結婚。兩名女同志伴侶被維也納市政府拒絕准許正式結婚後，連同其他4對同性伴侶上訴到該國憲法法院。
奧地利憲法法院2017年12月4日公布的裁決指出，阻止這類伴侶結婚的法律無效，若政府未盡速修改法律，同性婚姻的限制將在2018年底解除，即同性婚姻將自2019年1月1日起生效。而向憲法法院提出釋憲的5對同志伴侶，其中一對女同志伴侶獲准可以立即結婚。
此期間聯合執政的人民黨（Austrian People’s Party, ÖVP）與自由黨（Freedom Party of Austria, FPÖ）政治立場保守，一直不夠積極對同性婚姻進行修法，奧地利同性婚姻遂拖到憲法法院所設定的期限後，於2019年1月1日自動合法生效，奧地利成為全球第26個執行同性婚姻的國家。而2018年12月31日午夜過後，在奧地利南部韋爾特湖畔的費爾登（Velden）一對女同志隨即進行婚禮儀式，成為奧地利官方全國同性婚姻正式生效後的首例。